# 脚扎川万佛塔
脚扎川万佛塔，位于中国甘肃省庆阳市华池县，为一个全国重点文物保护单位，类型为古建筑。
脚扎川万佛塔的历史年代为宋代。